# Patch panel

Um painel de conexão ou patch panel é um elemento hardware do  CPD que contém portas usadas para conectar e gerenciar cabos de entrada e saída. Também são chamados de patch bays, patch fields ou jack fields.

## Patch panels em redes corporativas
As portas do painel são configuradas para acomodar cabos Ethernet em uma rede corporativa. Serve como painel de controle estático, usando cabos para interconectar computadores da rede dentro de uma  LAN e para linhas externas, incluindo a Internet ou outras redes de longa distância (WAN). Patch panels também podem ser usados para interconectar e gerenciar cabos de fibra ótica.
Um painel de conexão usa cabos de conexão, uma espécie de cabo de ponte, para criar cada interconexão. Os circuitos também podem ser reorganizados conectando e desconectando os respetivos cabos de conexão. As empresas geralmente colocam estes painéis em um armário de cabeamento (rack), perto dos comutadores de rede (switch) e ocupam 1U ou 1,75 polegadas de espaço. Os cabos conectam as portas do painel às portas do comutador.

## Tipos de patch panels
Classificam-se em função do número de portas que contêm, com os painéis de 48, 24 e 12 portas entre os mais comuns. Também foram projetados para certas especificações de cabos: Cat 5E, Cat 6, Cat 6A e Cat 7. Existem painéis de conexões específicos para cabos de  par trançado.

## Patch panels vs. comutadores
Um patch panel não executa nenhuma outra função, exceto para atuar como um conector. Um comutador de rede conecta clientes em uma rede para permitir que eles acessem a Internet, compartilhem dados e executem outras funções. O equipamento de comutação pode ser usado como uma alternativa aos painéis em alguns casos e pode ter vantagens em termos de roteamento de sinais para vários destinos ao mesmo tempo. No entanto, o equipamento de comutação que simula os recursos dos painéis de conexão pode ser mais caro que as unidades do painel de conexão.

## Usos dos patch panels
O seu uso principal é facilitar a conexão de diferentes dispositivos, como microfones, instrumentos elétricos ou eletrônicos, equipamento de gravação, amplificadores ou equipamentos de transmissão. 
São usados pelos estúdios de transmissão de televisão e rádio, também nos estudos de gravação e nos sistemas de reforço de som para concertos.
Além disso, facilitam a organização do cabeamento, solucionam problemas como loops de terra e economiza desgaste nos conetores.